# 足尾銅山観光
足尾銅山観光（あしおどうざんかんこう）は、栃木県日光市足尾町通洞9-2にある足尾銅山をテーマとする体験型観光施設。
坑道見学施設としてトロッコ列車を走らせたのは日本初の試みであり、後発の観光鉱山施設に大きな影響を与えたとされる。小・中・高校生の校外学習にも用いられており、1986年度には約37万人の入場者のうち約17万人が校外学習者だった。

## 歴史

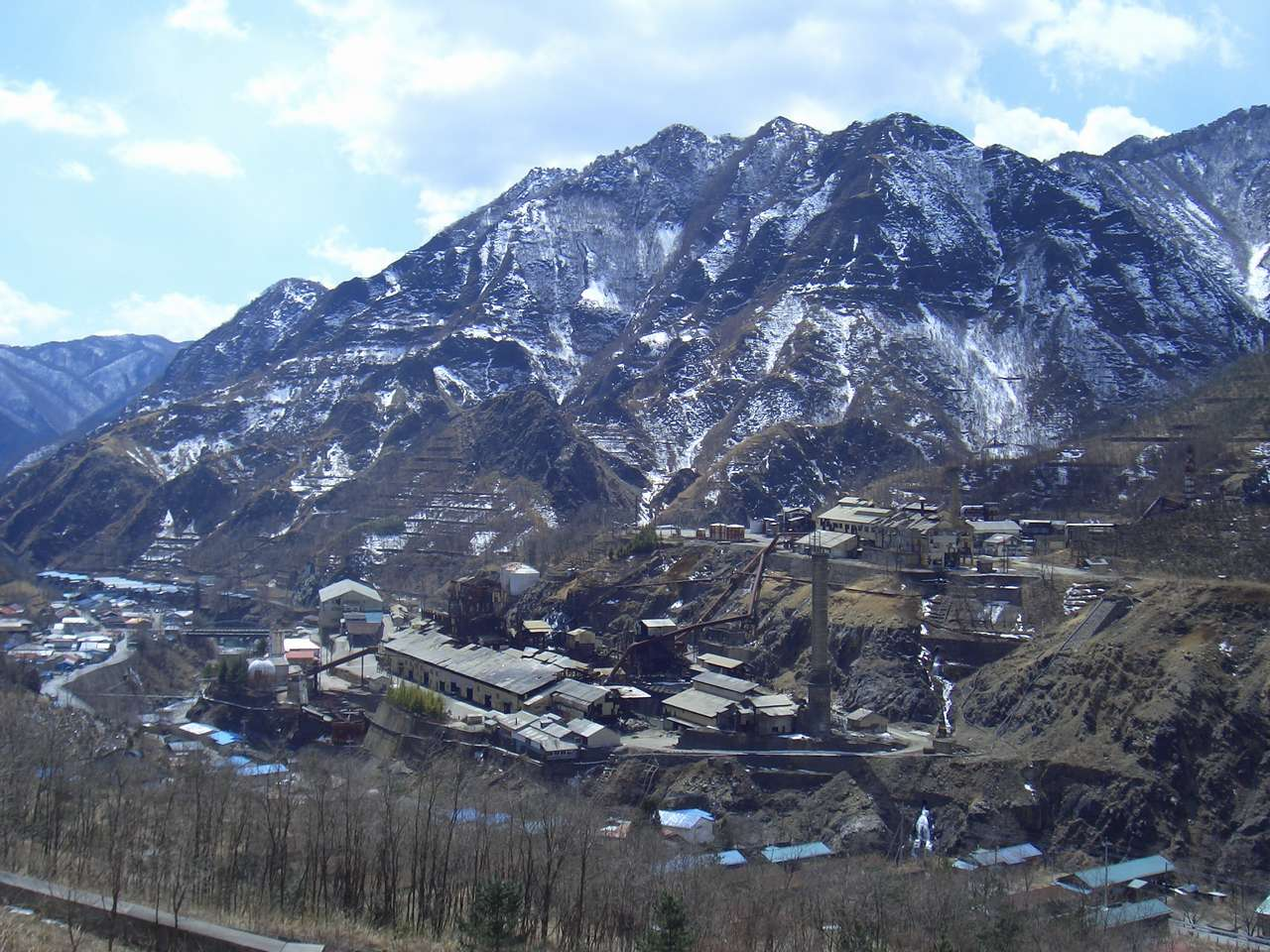
足尾銅山の精錬所

下都賀郡足尾町（現・日光市）は古河鉱業足尾鉱業所（足尾銅山）で栄えた鉱山町であるが、1973年（昭和48年）の足尾銅山の閉山後には急速に人口が減少するなどの状況にあった。古河鉱業が発表した観光開発構想はオイルショックの影響もあって停滞したため、足尾町民が足尾町議会に請願して観光施設の建設が採択された。
1980年（昭和55年）4月、足尾町によって体験型観光施設の足尾銅山観光が開業した。総事業費は10億円以上であるが、資料室は古河鉱業が無償で整備している。入園者が日本輸送機製の蓄電池電車に乗車するアトラクション要素が好評であり。1980年度（昭和55年度）の年間入場者数は18万人の目標の2倍近い約35万人に達した。
2001年（平成13年）にはステーションが高台に移され、トモエ電機工業製の蓄電池機関車を既存の蓄電池電車に連結した運用となった。ステーションの移設によって入場者が階段を下りる必要がなくなった。

## 施設

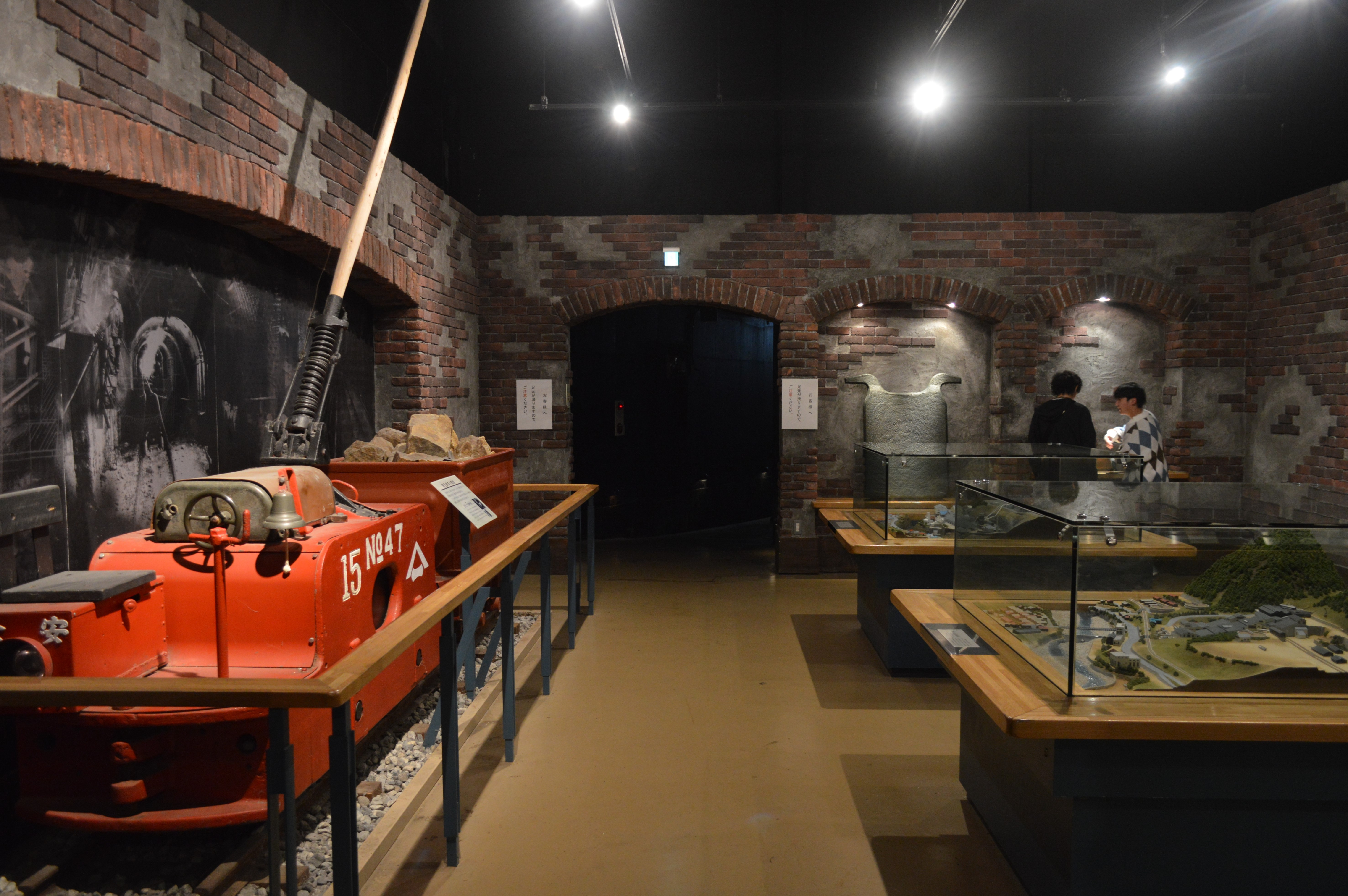
銅資料館

入場者は入場口付近のステーションからトロッコ列車に乗り、実際に用いられていた通洞坑の坑口から坑道に進入する。坑道の内部には鉱夫の模型などが展示されており、銅資料館には現存最古の坑道内電気機関車なども展示されている。坑道外の鋳銭座には足字銭の鋳造過程が展示されている。
- ステーション
- 野外展示場
- 江戸期展示場
- 明治・大正期展示場
- 昭和期展示場
- 銅資料館（あかがねしりょうかん）
- 鋳銭座（ちゅうせんざ）

### 足尾銅山観光トロッコ電車
足尾銅山観光の入口に起点側のステーションがある。入場者は15分おきに発車するトロッコ電車に乗って通洞坑の坑道内に向かう。坑道内にトロッコで進入できる観光鉱山は足尾銅山のみとされる。
起点側のステーションと坑口の間には急勾配があるため、トモエ電機工業製のラックレール式の蓄電池機関車が先頭車であり、その後方に日本輸送機製の3両の電動客車が付けられている。坑口の手前には旧ステーションがあり、蓄電池機関車が無線運転で解放され、電動客車のみが坑口の坑道内ステーションに向かう。鉄道評論家の岡本憲之はこれを「前代未聞の観光用鉱山電車」と評している。
足尾銅山観光トロッコ電車の軌間は914mmである。旧ステーションの傍らには、実際に足尾銅山で用いられていた軌間495mmの機関車やトロッコなどが保存展示されている。

## ギャラリー

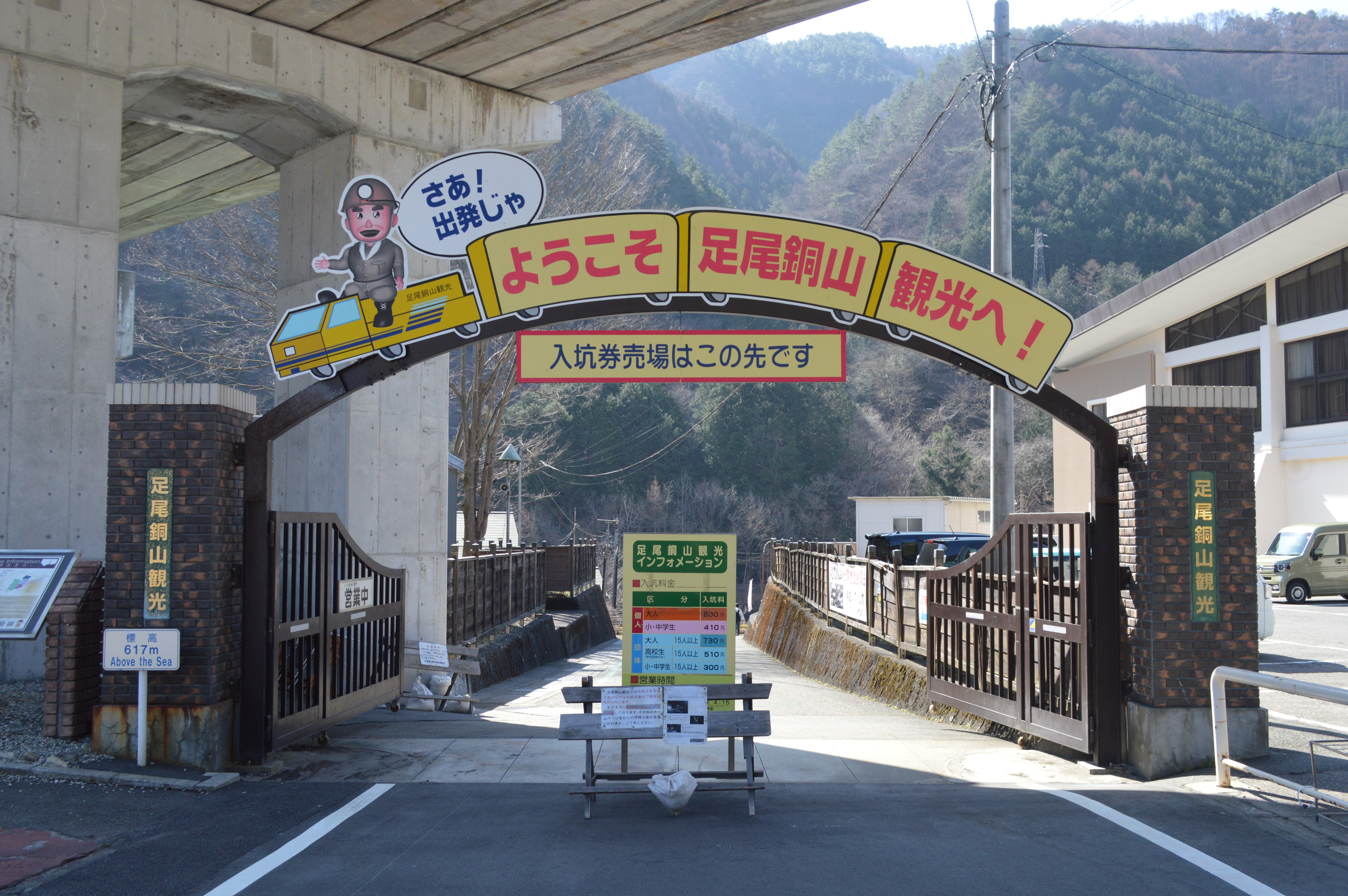
足尾銅山観光の敷地入口
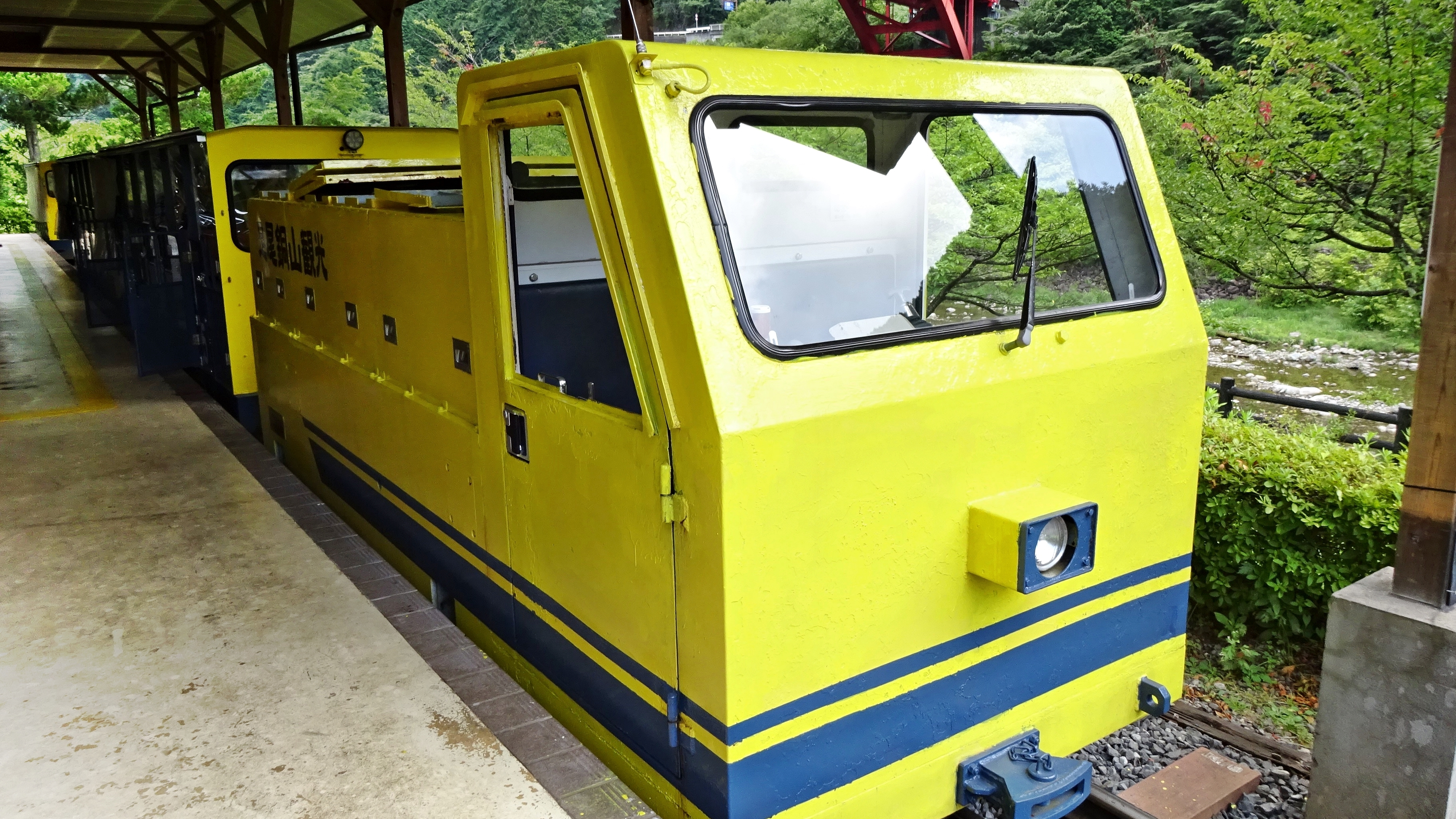
足尾銅山観光トロッコの動力車
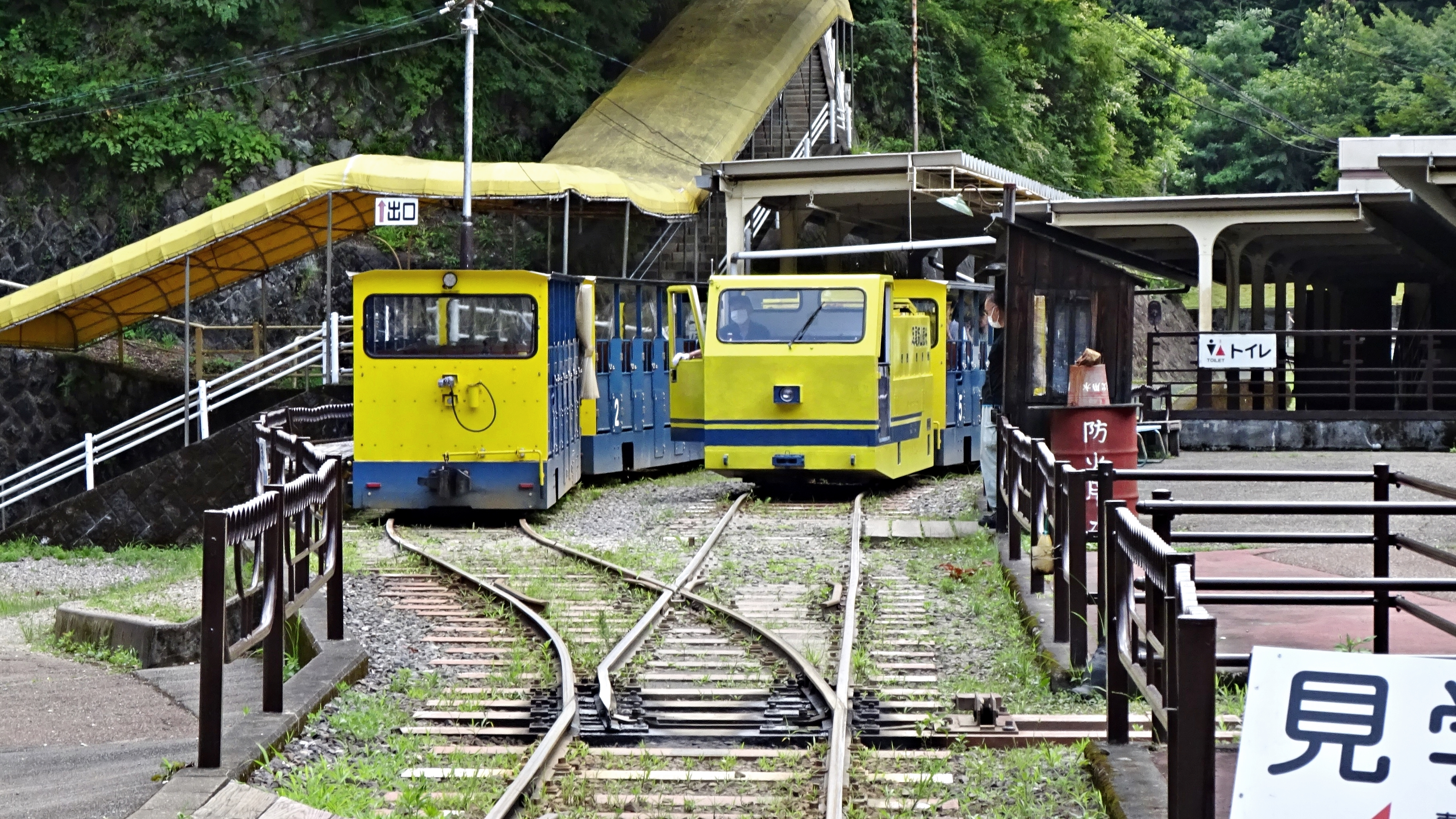
トロッコの動力車の入換
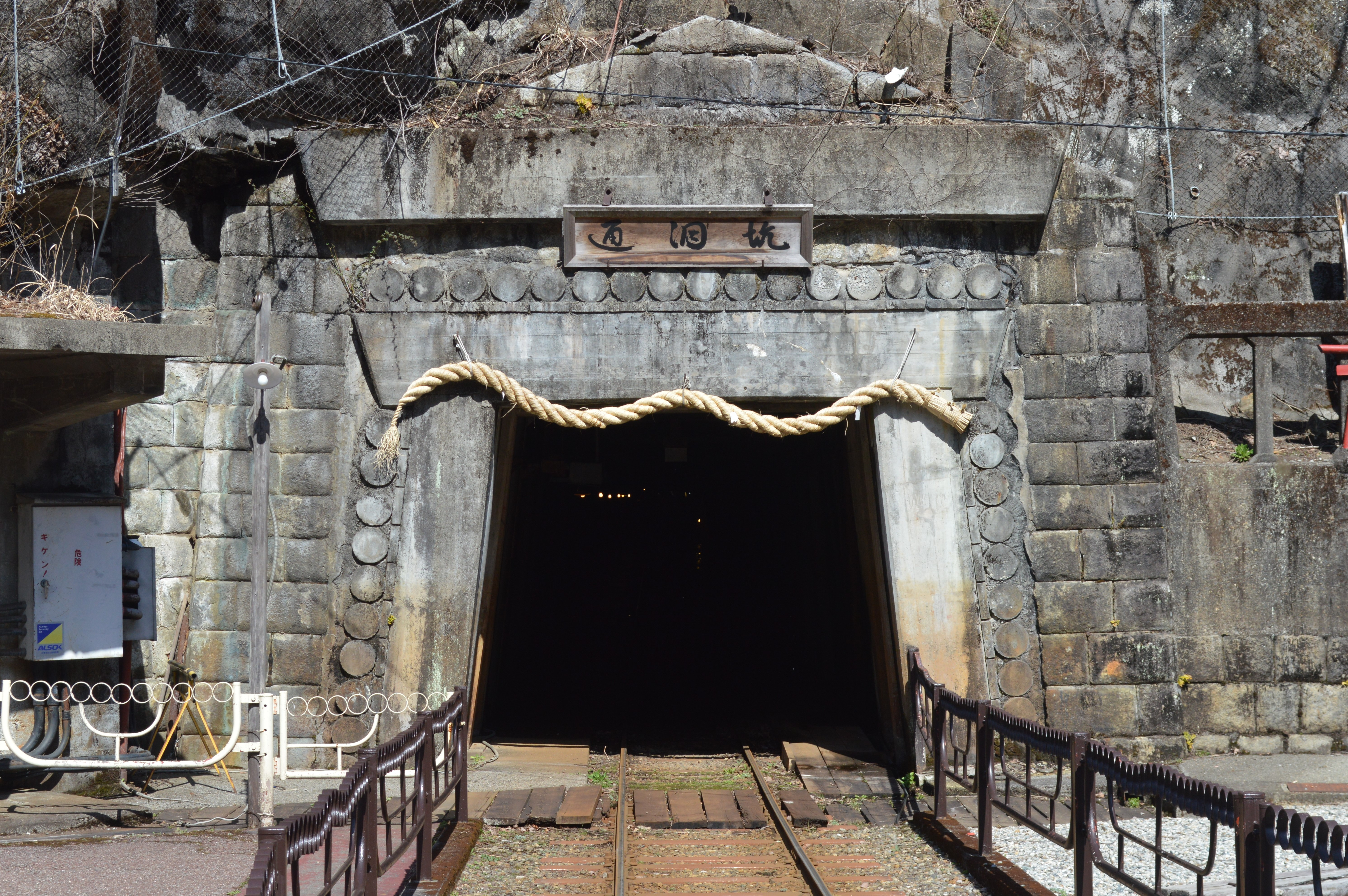
通洞坑の坑口
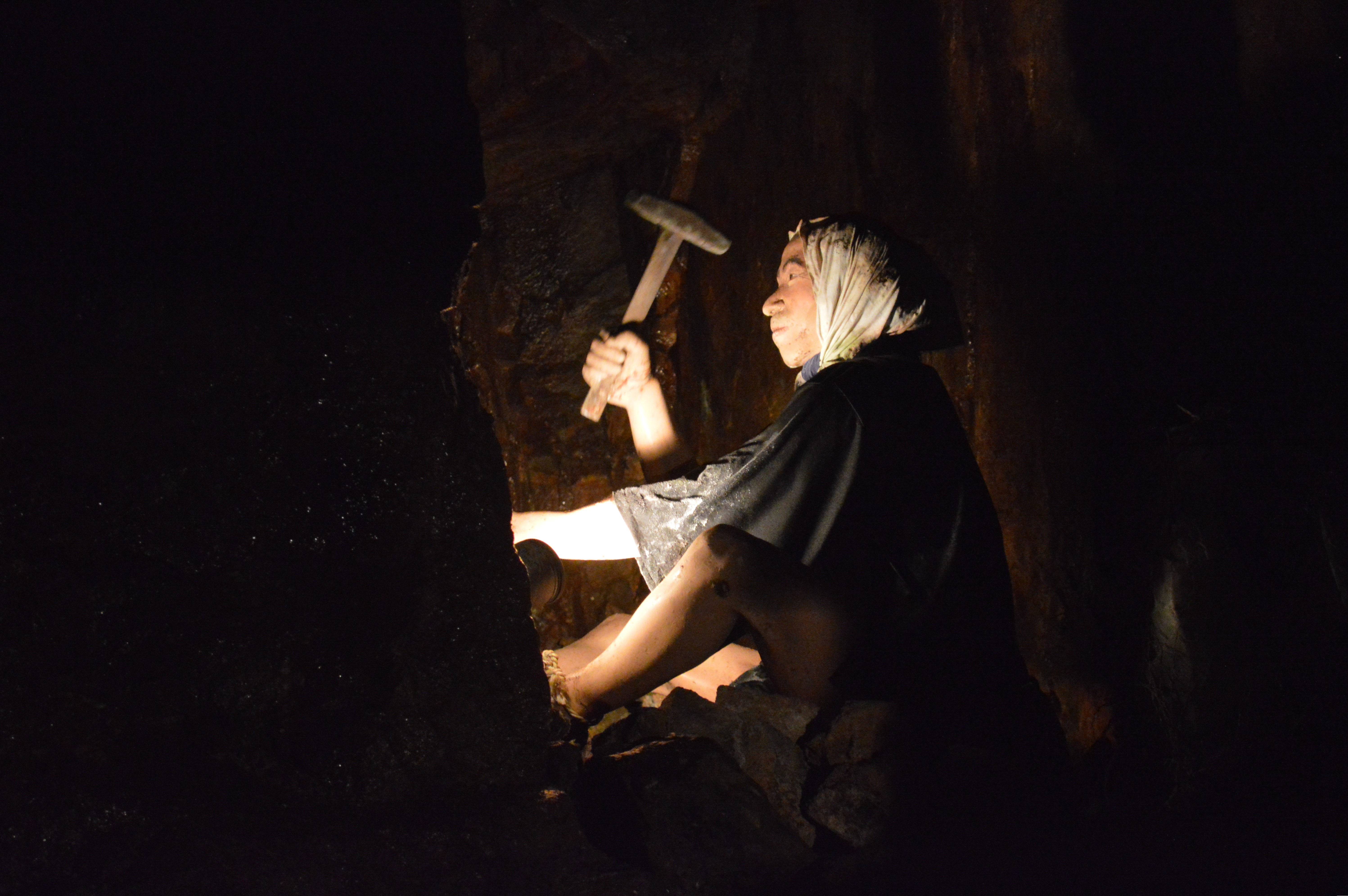
鉱夫の模型
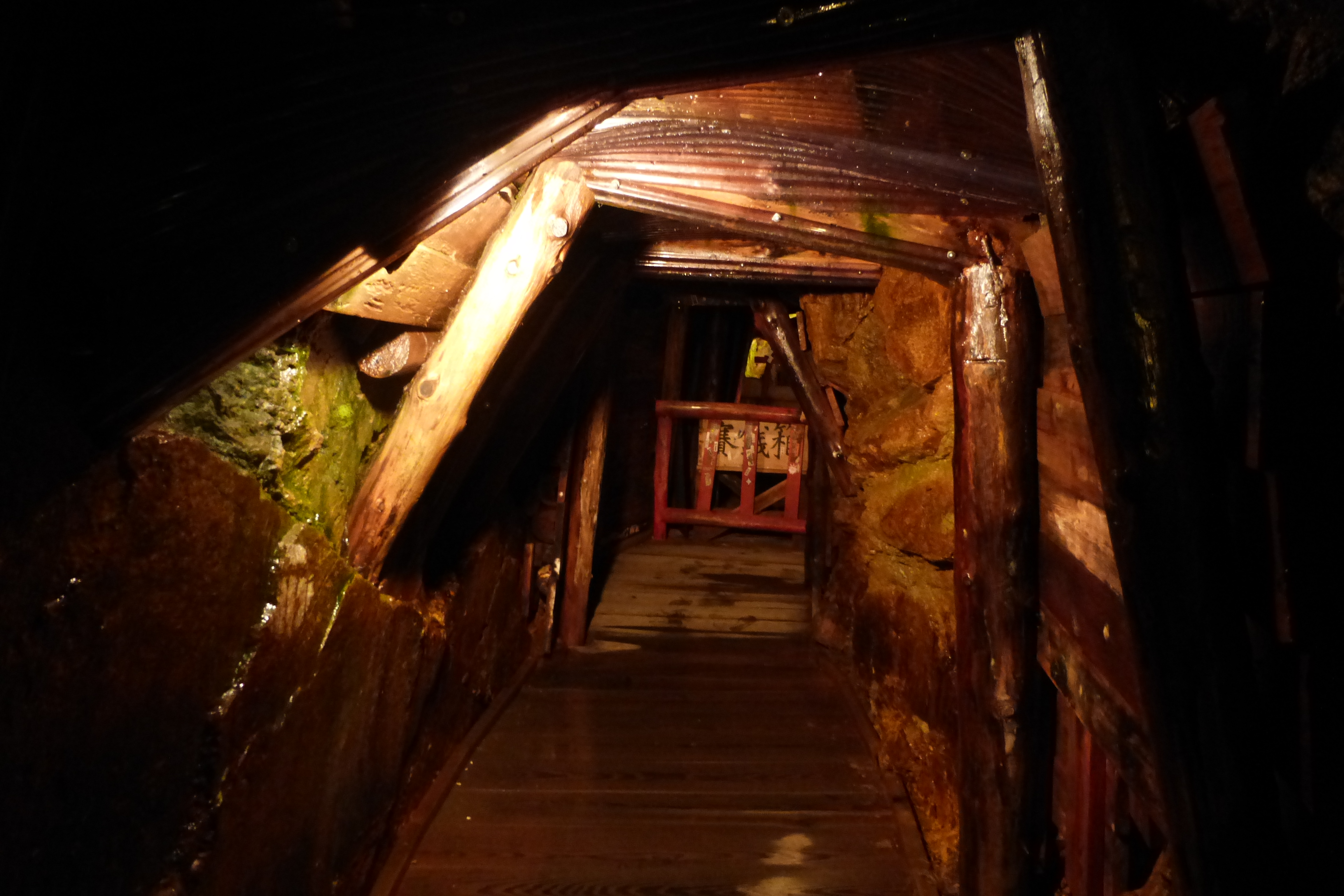
坑道内の神社

## 交通アクセス
出典
- わたらせ渓谷鐵道わたらせ渓谷線通洞駅から徒歩約5分
- 日光駅または東武日光駅から日光市営バス 足尾JR日光駅線で約53分「銅山観光前」バス停から徒歩約2分
- 車の場合、日光宇都宮道路 清滝インターチェンジより国道122号で約25分